# Déshydrogénation

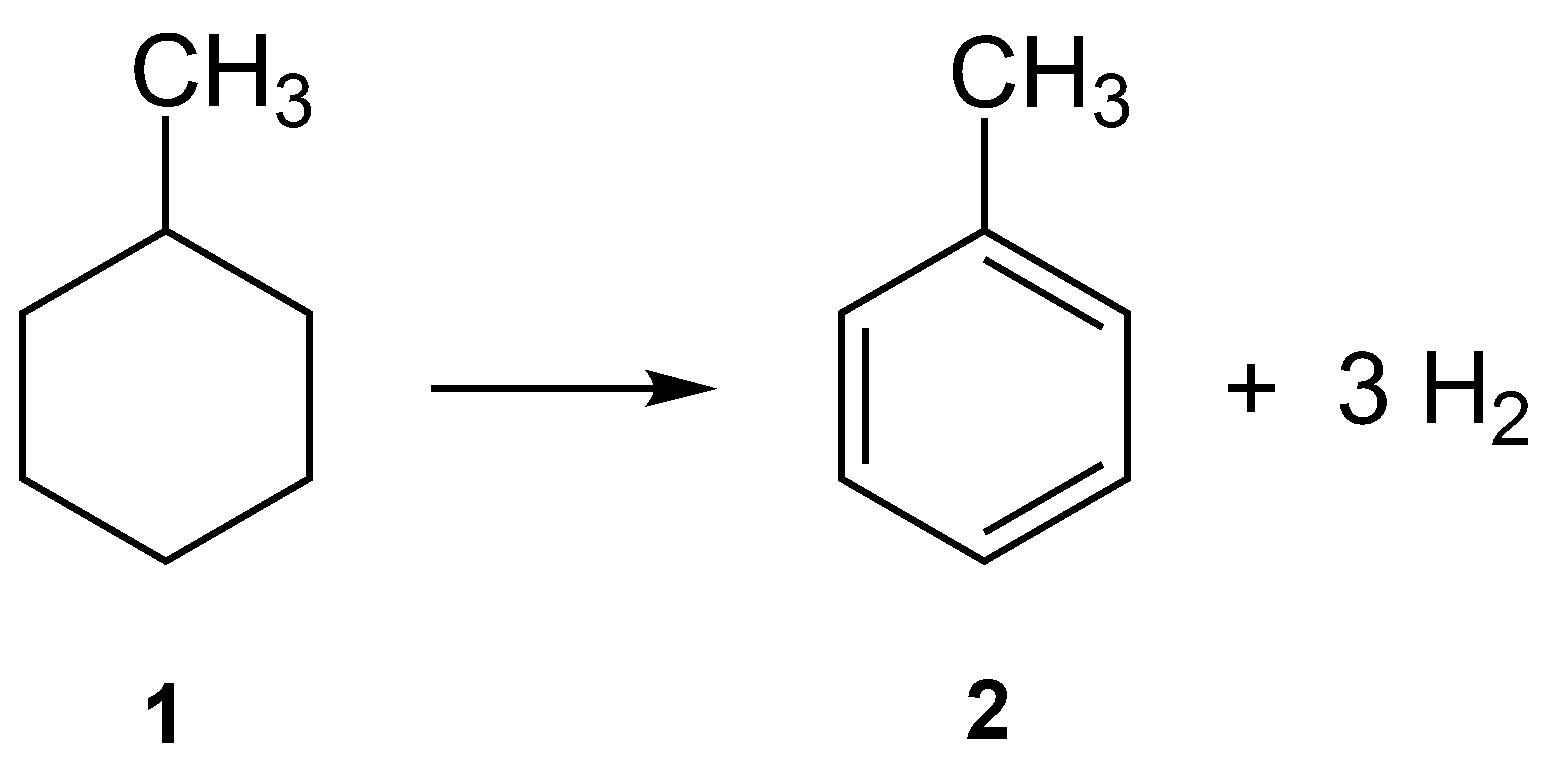
Déshydrogénation du Methylcyclohexane

La déshydrogénation est une réaction chimique, nécessitant souvent l'utilisation de catalyseurs, et dans des conditions de température et de pression définies, qui correspond à la perte d'atomes d'hydrogène (H). Elle est l'inverse de l'hydrogénation.
Catalyseurs de la déshydrogénation : le cuivre (Cu) ou l'argent (Ag).

## Exemple
Déshydrogénation d'un alcane pour donner un alcène :
CH3-CH3 ⇒ CH2=CH2 + H2
éthane ⇒ éthylène + dihydrogène